# Comanda de Carlat

Creu de l'Orde de l'Hospital

La Comanda de Carlat se situava al poble de Carlat, al departament francès de Cantal, a la regió d'Alvèrnia-Roine-Alps. Era la comanda més important de la Priorat d'Alvèrnia. El 1128 Ramon Berenguer III, espòs de Dolça de Carlat, va ser rebut a l'orde del Temple al castell de Carlat, fortalesa templera de 1176 a 1311. En aquest darrer any, aquesta possessió va passar a l'Orde de l'Hospital. Darrerament s'han fet excavacions arqueològiques per veure el paper de la comanda.